# Арчибальд Ґейкі
Сер Арчибальд Ґейкі (англ. Archibald Geikie, 28 грудня 1835 – 10 листопада 1924) — шотландський геолог і письменник.

## Раннє життя
Ґейкі народився в Единбурзі в 1835 році, старший син Ізабелли Том та її чоловіка Джеймса Стюарта Geikie, музиканта та музичного критика. Старший брат Джеймса Гейкі, навчався в Единбурзькій середній школі та Единбурзькому університеті.